# Barbara Ferrell
Pour les articles homonymes, voir Ferrell.
Barbara Ferrell, née le 28 juin 1947 est une ancienne athlète américaine, championne olympique en relais 4 × 100 m aux Jeux olympiques d'été de 1968.
Elle a participé pour les États-Unis aux Jeux olympiques d'été de Mexico. Sur 100 m, elle termina deuxième derrière sa compatriote Wyomia Tyus. Toutes deux, rejointes par Margaret Bailes et Mildrette Netter remportèrent le titre avec le relais 4 × 100 m.

## Palmarès

### Jeux olympiques d'été
- Jeux olympiques d'été de 1968 à Mexico ( Mexique)
  -  Médaille d'argent sur 100 m
  -  Médaille d'or en relais 4 × 100 m
- Jeux olympiques d'été de 1972 à Munich ( Allemagne de l'Ouest)
  - 7e sur 100 m